# Origo (album)
Az Origo a magyar Septicmen együttes második nagylemeze. Az album felvétele már 2002-ben megtörtént, de időközben az első Septicmen-albumot kiadó Nephilim Records csődbe ment. 2003-ban a görög Metal Breed kiadóval kötött szerződést az együttes, de egy év elteltével sem került boltokba az angol nyelvű lemez, így a zenekar felbontotta a szerződést és 2004 végén saját maga jelentette meg az Origo-t a magyar Hammer Music terjesztésében. A Taste of Death dalra videóklipet forgattak.

## Az album dalai
1. The Gate
2. The Ground Is Close
3. Fixa Idea (instrumentális)
4. Taste of Death
5. All the Same
6. I Can't Believe It
7. Tango
8. Devil on the Wall
9. Maximum
10. Abyss
11. Tomorrow
12. Silencium (outro)

## Közreműködők
- Korcsmár Gyula – gitár, ének
- Drótos Gábor – gitár
- Szalai "Vernon" Béla – basszusgitár
- Kulcsár József – dobok